# Хокон III
Хокон III Свересон (на старонорвежки: Hákon Sverrisson; на норвежки: Håkon Sverresson) е крал на Норвегия от 1202 до 1204 г. Извънбрачен син на Свере Сигурдсон, той е посочен от баща си като негов наследник и през 1202 г. сяда на трона.

## Управление
На смъртното си легло баща му Свере Сигурдсон написал писмо до сина си, в което го съветвал да се помири с църквата. Хокон поканил епископите, които резидирали по това време в Дания, да го посетят, за да сключат споразумение. Епископите с радост приели понеже това предложение слагало край на тяхното изгнание. Те се съгласили да признаят краля за свой законен суверен  и църквата поне за известно време престанала да се противопоставя на краля, задължавайки се да стои встрани от бъдещите политически борби.

## Смърт
Според староскандинавските саги на Коледа 1203 г. на Хокон Свересон внезапно му прилошало и въпреки че му пуснали кръв, на 1 януари 1204 г. починал. На престола седнал малолетният му племенник Гуторм Сигурдсон и гражданската война в Норвегия се възобновила.

## Потомство
Хокон III Свересон оставя незаконороден син – Хокон IV Хоконсон, който години по-късно (през 1217 г.) сяда на престола и управлява страната чак до 1263 г.